# Sibusiso Zuma
Sibusiso Zuma, född 23 juni 1975 i Durban, Sydafrika, är en sydafrikansk fotbollsspelare (mittfältare) som för närvarande spelar i FC Nordsjælland. Han har spelat 52 matcher för sydafrikanska landslaget.
Zuma startade sin karriär i de sydafrikanska klubbarna Mighty Pa, African Wanderers och Orlando Pirates. I juni 2000 började han spela för FC Köpenhamn där han stannade i fem år. 2006–2007 blev han invald i klubbens hall of fame för sina insatser. Sedan 2005 spelar han för Arminia Bielefeld.
Zuma har spelat ett världsmästerskap med Sydafrika, 2002.
25 juni 2007 rapporterades det att han var misstänkt för att ha skjutit mot en person som försökte bryta sig in på Zumas privatfest.
16 oktober 2009 Har Sibusiso Zuma tecknat kontrakt med FC Nordsjælland fram till sommarens VM-slutspel

## Fotnoter
1. ↑  Aftonbladet 25 juni 2007 – VM-stjärnan Zuma i skottdrama Arkiverad 28 juni 2007 hämtat från the Wayback Machine.